# Idea metris
Idea metris är en fjärilsart som beskrevs av Hans Fruhstorfer 1903. Idea metris ingår i släktet Idea och familjen praktfjärilar. Inga underarter finns listade i Catalogue of Life.